# Илия Печерский

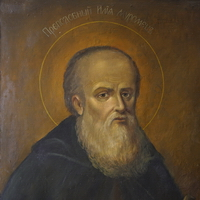
Преподобный Илия из града Мурома

Илия́ Пече́рский (преподобный Илия́ Му́ромец) — инок Киево-Печерского монастыря. Святой Русской православной церкви, почитается в лике преподобных, память совершается 28 сентября (11 октября) в Соборе преподобных отцов Киево-Печерских Ближних пещер и 19 декабря (1 января).
Считается возможным прототипом былинного Ильи Муромца.

## Былинный Илья Муромец или святой Илия Киево-Печерский?
Илия Печерский, считающийся некоторыми исследователями и русским православием прототипом былинного персонажа, в молодости был силачом по прозванию «Чоботок», родом из села Карачарова (впервые в письменных источниках упоминается в XVII веке) близ Мурома. Некоторые историки XIX века высказывали предположение, что его родиной могли быть Карачев и Моровск. По легенде, Чоботок был богатырём и носил своё прозвище с тех пор, как однажды отбился от врагов чоботом — то есть сапогом.
Чоботок принял монашество в Киево-Печерской лавре под именем Илия и был причислен к лику святых как «преподобный Илия Муромец» (канонизирован в 1643 году). Илия Печерский скончался около 1188 года. Память по церковному календарю — 19 декабря (1) января.
Первые письменные сведения о нём относятся к 1630-м годам; ранняя православная традиция относит жизнь Илии к XII веку; XI—XII веками датируют погребение исследователи. В 1594 году посол римского (германского) императора Эрих Лассота сообщает в своих записях о гробнице и мощах.
В Муроме существуют многочисленные предания об Илии; его потомками считаются муромляне Гущины, наследственно обладающие большой силой (так, одному из Гущиных, жившему в конце XIX века, даже было запрещено участвовать в кулачных боях). Изба Илии, как считается, стояла на том месте в селе Карачарове (ныне часть Мурома), где ныне стоит дом одного из Гущиных; рядом находится Троицкая церковь, которую Илия, по преданию, сложил лично, таская из реки стволы дуба-топляка.

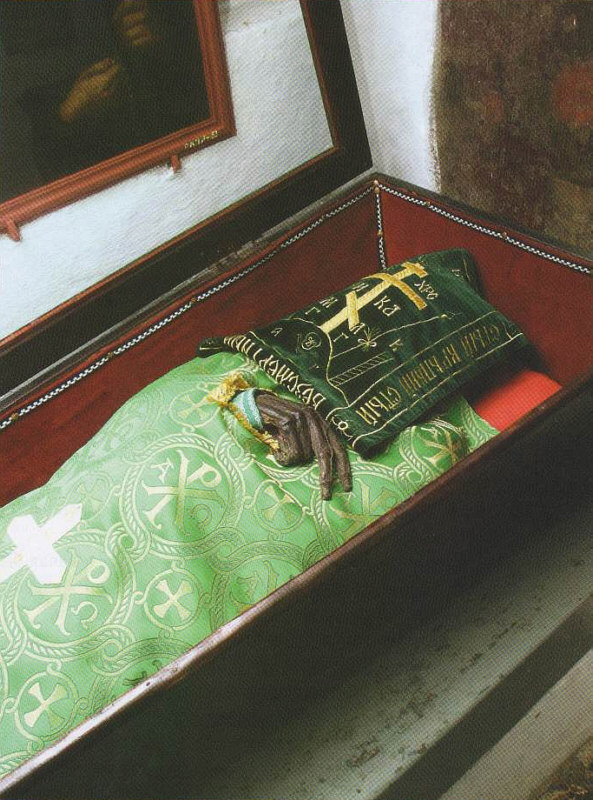
Мощи Илии Печерского

## Мощи Илии Печерского
В настоящее время мощи Илии Муромца покоятся в Ближних пещерах Киево-Печерской лавры. Часть мощей Илии — средний палец левой руки — находится в Спасо-Преображенском монастыре города Мурома.
В 1988 году Межведомственная комиссия Министерства здравоохранения УССР провела экспертизу мощей святого Илии Муромца. Останки датированы XII веком. Исследования мощей показали, что это был крупный человек и имел рост около 177 см (высокий рост для средневековья). У него обнаружены признаки заболевания позвоночника (былинный Илья от рождения и до 33 лет был парализован). Кости черепа Илии имеют необычно большую толщину, а запястья и ключицы значительно крупнее, чем в среднем у людей. Причиной смерти послужил, вероятно, удар острого орудия (копья или меча) в грудь, сквозь прикрывавшую грудь левую руку. Смерть наступила в возрасте около 40—45 лет. Возможно, это произошло в январе 1203 года, во время разорения Киева и Киево-Печерской лавры русско-половецкой ратью князя Рюрика Ростиславича.

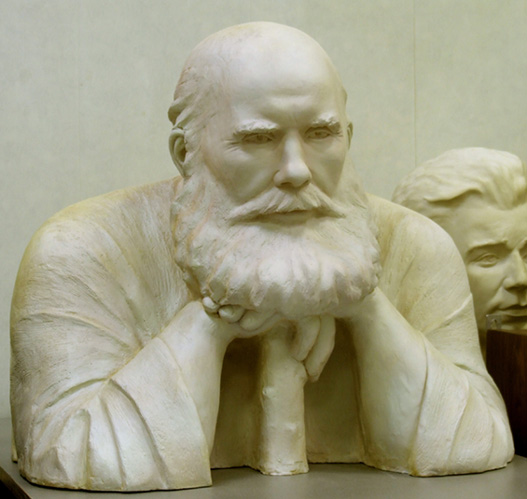
Реконструкция облика Илии Печерского по черепу (метод Михаила Герасимова, выполнена Сергеем Никитиным)

Мощи преподобного Илии лежат в молитвенном положении, сложив пальцы правой руки двуперстно. Для противников реформ Никона этот факт был аргументом в пользу старого двуперстного сложения. Так, священник Иоанн Лукьянов, посетивший Киев проездом на пути в Иерусалим в 1711 году, описал мощи преподобного следующим образом:

Февраля во 2 день, в праздникъ Стрѣтения Господа Бога и Спаса нашего Исуса Христа, пошли в Печерской монастырь. И пришли в соборную церковъ, и помолилися чюдотворному образу. И пошли во Антониеву пещеру, и тут видѣли преподобныхъ отецъ в нетленныхъ плотѣхъ — что живыя лѣжат! И толь множество ихъ, что звѣздъ небесныхъ, все яко живы лежат — дивное чюдо! Тако Богъ прославилъ своихъ угодниковъ, боящихся его. Видехомъ и младенцов нетлѣнных, лѣжащих тут же.
Видѣхом храбраго воина Илию Муромца в неистлѣнии под покровом златымъ: ростомъ яко нынѣшние крупные люди; рука у него левая пробита копиемъ, язва вся знать, а правая ево рука изображена крестным знамениемъ и сложениемъ перстъ, какъ свидетелствует Феодорит Блаженный и Максим Грекъ, крестился онъ двемя персты — тако тѣперево ясно и по смерти ево плоть мертвая свидѣтелствуетъ на обличение противниковъ. И тутъ, в той же пещере, преподобный Иосифъ такое же изображение в перстахъ имать. Что уже болѣ того свидетелства, что нагия кости свидѣтелствуютъ?! Мы уже и кои с нами были достовѣрно досматривали сами и дерзнули: Поднимали ихъ руки и смотрили, что сложение перстовъ — два перста и разгнуть нелзя, разве отломить, когда хощет кто разгнуть.
— Хождение в Святую землю московского священника Иоанна Лукьянова. 1701—1703. М., 2008.

## Память
Местное почитание преподобного Илии началось в конце XVII века, когда печерский архимандрит Варлаам (Ясинский) установил празднование Собора преподобных отцов Ближних пещер. Общецерковное почитание началось после разрешения Святейшего Синода во второй половине XVIII века включать в общецерковные месяцесловы имена ряда киевских святых.
Илия Муромец считается святым покровителем Российских ракетных войск стратегического назначения и Пограничной службы России.
В честь святого освящены несколько православных храмов, в том числе церковь в посёлке Власиха (Одинцово-10) в Московской области, в Днепре (Украина).
Памятник Илие Муромцу Печерскому в 2018 году установлен в Рубцовске.